# SHIBUYA-AX
SHIBUYA-AX（シブヤ-アックス）は、東京都渋谷区でかつて営業していたライブハウス。収容人数は約1,700人。2000年12月にオープンし、2014年5月をもって営業を終了した。この間、3,671公演を行い、延べ440万人の観客を動員した。

## 概要
運営は日本テレビ放送網株式会社と株式会社電通。国立代々木競技場の駐車場を日本スポーツ振興センターから賃貸した仮設施設としてオープン。杮落し公演は2000年12月16日にDragon Ashによって行われた。
仮設施設としてオープンしたのは、国立代々木競技場周辺は第二種中高層住居専用地域も指定されており、興行施設が建てられなかったためである。若者に人気のミュージシャン・アーティストのライブを中心に使用されていた。
オールスタンディング時、合計1,500人超〜2,000人弱規模のライブハウスは数少なく、2000年代前半において東京では本会場と赤坂BLITZ（旧施設）だけであった。赤坂BLITZがTBSの再開発事業のため、2003年9月から2008年3月まで閉鎖された影響で、一時期は同規模を持つ唯一のライブハウス会場となり、SHIBUYA-AXの公演数も多くなった。
しかし、スポーツ振興とは無関係であったことや、仮設施設でありながら10年以上も営業していたことが問題視された。また、2010年秋の事業仕分けでも「目的外の業務で存在が好ましくない」と指摘された。
このため、日本スポーツ振興センターは2012年10月に閉館することを決め、2014年5月31日を以って全ての営業を終了した。建物は解体されて駐車場に戻った。
2000年から2014年までの営業の間、3,671公演を行い、延べ440万人の観客を動員した。
施設名のAX（アックス）は日本テレビのコールサイン「JOAX-TV」が由来で、同じ発音の“axe”（斧）は無関係である。

## 施設概要
- 地上2階（ホール吹抜）。1階席はオールスタンディング・シートスタイルの2種類が設定可能（飲食スタンドあり）、2階席は固定椅子席（座席後方に立見スペース、仮設イススペースあり。公演内容によって変更可）。
  - 1階フロアにはステージと観覧スペースを分ける柵と、それに平行するように中央部にもう1つ柵がある。また、後部が一段高くなっており、その中央がPAスペースとなっている。最前の柵とステージの間には人が十分に通れるスペースがあり、セキュリティやカメラが入れるようになっている。
  - ステージは比較的高く、1階の後ろからでもステージ上を見渡すことができる。
- 収容人数 - オールスタンディングスタイルで1・2階合計最大1,697人[8][9]、シートスタイルでは1・2階合計757人[9]。
- コインロッカー - 建物内には無く、全て建物の外にあった。
- 最寄駅 - 原宿駅、明治神宮前駅、渋谷駅
- 2004年まで日本テレビで放送されていた「AX MUSIC-TV」内で、SHIBUYA-AXでのライブ情報を放送していた。